# Berufsbildungswerk
Berufsbildungswerke (BBW) sind Einrichtungen der beruflichen Ausbildung, die der Erstausbildung und Berufsvorbereitung körperlich oder psychisch beeinträchtigter und benachteiligter junger Menschen dienen. Getragen werden Berufsbildungswerke in der Regel von gemeinnützigen Organisationen wie Caritas, Christliches Jugenddorfwerk Deutschlands, Sozialverband Deutschland, Kolping, Diakonisches Werk oder die Josefs-Gesellschaft. Finanziert werden die Berufsbildungswerke hauptsächlich durch die Bundesagentur für Arbeit. In den 52 Berufsbildungswerken in Deutschland gibt es insgesamt knapp 14.000 Ausbildungsplätze in über 200 verschiedenen Berufen.

## Ziele
Neben Berufen, die für Beeinträchtigte wie Nichtbeeinträchtigte gleichermaßen geeignet sind, kann man in Berufsbildungswerken auch spezielle Berufe für beeinträchtigte Menschen erlernen.
Neben Berufsvorbereitung und Berufsausbildung werden junge Menschen mit Behinderungen bei der Entwicklung ihrer Persönlichkeit unterstützt. Die Jugendlichen werden durch ein Team von Ärzten, Psychologen und Sozialpädagogen umfassend beraten und betreut. Die Ziele und konkreten Betreuungsmaßnahmen im Berufsbildungswerk werden individuell festgelegt und danach über entsprechende Förderpläne umgesetzt.
Neben den Ausbildungsstätten und der Berufsschule gibt es in fast jedem BBW auch ein Internat sowie Freizeit- und Sporteinrichtungen. Die Ausstattung und Einrichtung sind auf die Belange von behinderten Menschen abgestimmt.

## Berufsbildungswerke in Deutschland
| Name                                                          | Ort                 | Bundesland             |
| ------------------------------------------------------------- | ------------------- | ---------------------- |
| Berufsbildungswerk Abensberg                                  | Abensberg           | Bayern                 |
| Berufsbildungswerk Waldwinkel                                 | Aschau am Inn       | Bayern                 |
| Berufsbildungswerk im Förderwerk St. Elisabeth                | Augsburg            | Bayern                 |
| Berufsbildungswerk Wittekindshof                              | Bad Oeynhausen      | Nordrhein-Westfalen    |
| Annedore-Leber-Berufsbildungswerk                             | Berlin              | Berlin                 |
| RKI Berufsbildungswerk Berlin                                 | Berlin              | Berlin                 |
| Berufsbildungswerk Bethel                                     | Bielefeld           | Nordrhein-Westfalen    |
| Kolping-Berufsbildungswerk                                    | Brakel              | Nordrhein-Westfalen    |
| Berufsbildungswerk Bremen                                     | Bremen              | Bremen                 |
| Europäisches Berufsbildungswerk Bitburg                       | Bitburg             | Rheinland-Pfalz        |
| Berufsbildungswerk für Blinde und Sehbehinderte Chemnitz      | Chemnitz            | Sachsen                |
| CJD Berufsbildungswerk                                        | Dortmund            | Nordrhein-Westfalen    |
| Berufsbildungswerk Sachsen                                    | Dresden             | Sachsen                |
| Berufsbildungswerk Dürrlauingen                               | Dürrlauingen        | Bayern                 |
| Kolping Berufsbildungswerk                                    | Essen               | Nordrhein-Westfalen    |
| CJD Berufsbildungswerk                                        | Frechen             | Nordrhein-Westfalen    |
| CJD Berufsbildungswerk                                        | Gera                | Thüringen              |
| Berufsbildungswerk Greifswald                                 | Greifswald          | Mecklenburg-Vorpommern |
| Berufsbildungswerk Hamburg                                    | Hamburg             | Hamburg                |
| Berufsbildungswerk Annastift Hannover                         | Hannover            | Niedersachsen          |
| Diakonie am Campus                                            | Hof/Saale           | Bayern                 |
| CJD Berufsbildungswerk Homburg                                | Homburg             | Saarland               |
| Theodor-Schäfer-Berufsbildungswerk                            | Husum               | Schleswig-Holstein     |
| Berufsbildungswerk Stiftung St. Zeno                          | Kirchseeon          | Bayern                 |
| Berufsbildungswerk Leipzig                                    | Leipzig             | Sachsen                |
| Berufsbildungswerk Lingen/Ems                                 | Lingen/Ems          | Niedersachsen          |
| Berufsbildungswerk Niederrhein                                | Moers               | Nordrhein-Westfalen    |
| Berufsbildungswerk Mosbach-Heidelberg                         | Mosbach             | Baden-Württemberg      |
| Berufsbildungswerk München                                    | München             | Bayern                 |
| Berufsbildungswerk im Integrationszentrum für Cerebralparesen | München             | Bayern                 |
| Berufsbildungswerk Neckargemünd                               | Neckargemünd        | Baden-Württemberg      |
| Berufsbildungswerk Neumünster                                 | Neumünster          | Schleswig-Holstein     |
| Berufsbildungswerk Heinrich-Haus                              | Neuwied             | Rheinland-Pfalz        |
| Berufsbildungswerk Nordhessen                                 | Bad Arolsen         | Hessen                 |
| Berufsbildungswerk Nordhessen                                 | Kassel              | Hessen                 |
| Berufsbildungswerk Mittelfranken                              | Nürnberg            | Bayern                 |
| CJD Berufsbildungswerk Offenburg                              | Offenburg           | Baden-Württemberg      |
| Berufsbildungswerk Josefsheim Bigge                           | Olsberg             | Nordrhein-Westfalen    |
| Berufsbildungswerk Potsdam                                    | Potsdam             | Brandenburg            |
| Berufsbildungswerk Adolf Aich                                 | Ravensburg          | Baden-Württemberg      |
| Berufsbildungswerk Benediktushof Maria Veen                   | Reken               | Nordrhein-Westfalen    |
| Berufsbildungswerk Wichernhaus Rummelsberg                    | Schwarzenbruck      | Bayern                 |
| Berufsbildungswerk Soest                                      | Soest               | Nordrhein-Westfalen    |
| Berufsbildungswerk Stendal                                    | Stendal             | Sachsen-Anhalt         |
| Berufsbildungswerk Nikolauspflege                             | Stuttgart           | Baden-Württemberg      |
| Berufsbildungswerk Südhessen                                  | Karben              | Hessen                 |
| Bugenhagen Berufsbildungswerk                                 | Timmendorfer Strand | Schleswig-Holstein     |
| Berufsbildungswerk Waiblingen                                 | Waiblingen          | Baden-Württemberg      |
| Kolping-Berufsbildungswerk Hettstedt                          | Walbeck             | Sachsen-Anhalt         |
| Berufsbildungswerk Volmarstein                                | Wetter (Ruhr)       | Nordrhein-Westfalen    |
| Berufsbildungswerk Paulinenpflege                             | Winnenden           | Baden-Württemberg      |
| DRK Berufsbildungswerk Worms                                  | Worms               | Rheinland-Pfalz        |
| Berufsbildungswerk Caritas-Don Bosco                          | Würzburg            | Bayern                 |